# Gais 1930/1931
Fotbollsklubben Gais spelade säsongen 1930/1931 i allsvenskan, där man slutade etta och tog sitt tredje SM-guld, varav det första guldet genom att vinna allsvenskan. Det var även klubbens tredje allsvenska seger, men vid de förra triumferna innebar allsvensk seger inte att man blev svensk mästare. Inget cupspel genomfördes denna säsong.

## Inför säsongen

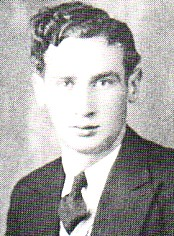
"Long-John" Nilsson.

Gais hade värvat centerforwarden John "Long-John" Nilsson, som skulle visa sig vara ett verkligt fynd som målgörare. Han backades upp av nye Allan Mattiasson, yngre bror till tidigare Gaismålvakten Sigurd Mattiasson. Man hoppades även på Ragnar Gustafsson som motor för anfallskedjan framför den pådrivande vänsterhalven Helge Liljebjörn.
Bland avbräcken märktes förra säsongens succéman Lennart Holländer, som var långtidsskadad (han kom bara att spela en match under vårsäsongen), och mångårige skyttekungen "Abben" Olsson, som slutade. Olsson hoppade emellertid in i sex matcher under hösten.

## Allsvenskan
Gais inledde säsongen svagt, med förlust borta mot Landskrona BoIS med 1–2 och oavgjort mot både Redbergslids IK (1–1) och Örgryte IS (2–2). Därefter hittade man emellertid spelet, och när alla tolv matcher under höstsäsongen hade spelats klart stod det klart att dessa tre första matcher blev Gais enda poängtapp; övriga höstmatcher vann man. Totalt under hösten blev det elva matcher i rad utan förlust, varav nio vinster. "Long-John" gjorde mål i samtliga nio segrar, och Allan Mattiasson gjorde mål i fem matcher i rad.
Bland de mer spektakulära av höstmatcherna återfinns hemmamatchen mot Landskrona, där man legat under med 1–3 men vann med 5–3 efter två mål vardera av "Long-John" och Rune Wenzel. IFK Göteborg besegrades med 5–0, och mot AIK vann man borta med 3–2 inför 19 517 åskådare på Stockholms stadion, efter att ha lett med 3–0. Man slog även Hälsingborg med klara 4–1, efter två mål var av Long-John och Mattiasson.

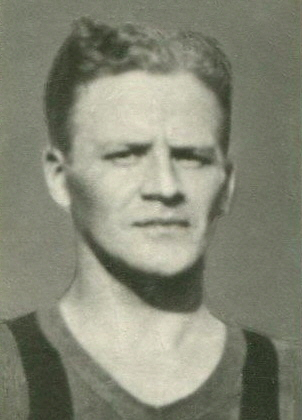
Ragnar Gustafsson.

Inför bortamötet mot IFK Malmö hade Gais problem, då varken Herbert Lundgren, Gustaf Gustafsson, Gunnar Olsson, Ragnar Gustafsson eller Albert Olsson kunde spela. Ersättarna levererade dock storartat, och både gamle Erik "Snejsarn" Johansson, som egentligen hade slutat, och nykomlingen Bror Wahlström storspelade. Gais vann en jämn match med 3–2 efter ett mål av "Long-John" och två av Mattiasson. Pricken över i kom sedan i höstavslutningen mot Elfsborg, då Gais slog boråsarna med hela 6–0 (4–0) efter fyra mål av Ragnar Gustafsson.
Trots den storstilade avslutningen på höstsäsongen inleddes vårsäsongen knackigt. Gais var illa ute mot IFK Malmö, men lyckades trots underläge 0–3 rädda oavgjort genom två mål av Ragnar Gustafsson och ett av Mattiasson. Lennart Holländer kom i denna match till spel efter sin skada, men visade sig inte alls hålla formen. På hemmaplan mot AIK, inför 11 888 åskådare, gick Gais upp till 3–1 innan AIK kvitterade till 3–3. "Long-John" gjorde sedan 4–3 innan AIK:s centerhalv "Mulle" Petersén fastställde slutresultatet 4–4 med matchens sista spark. Därefter besegrades Sandviken med 3–1 innan IFK Göteborg tog revansch för höstmötet genom en 2–0-seger. Det skulle emellertid bli vårens enda förlust för Gais, som därefter avslutade med sex segrar i rad och målskillnaden 20–6. "Long-John" gjorde mål i sju av tio vårmatcher, Ragnar Gustafsson i sex.

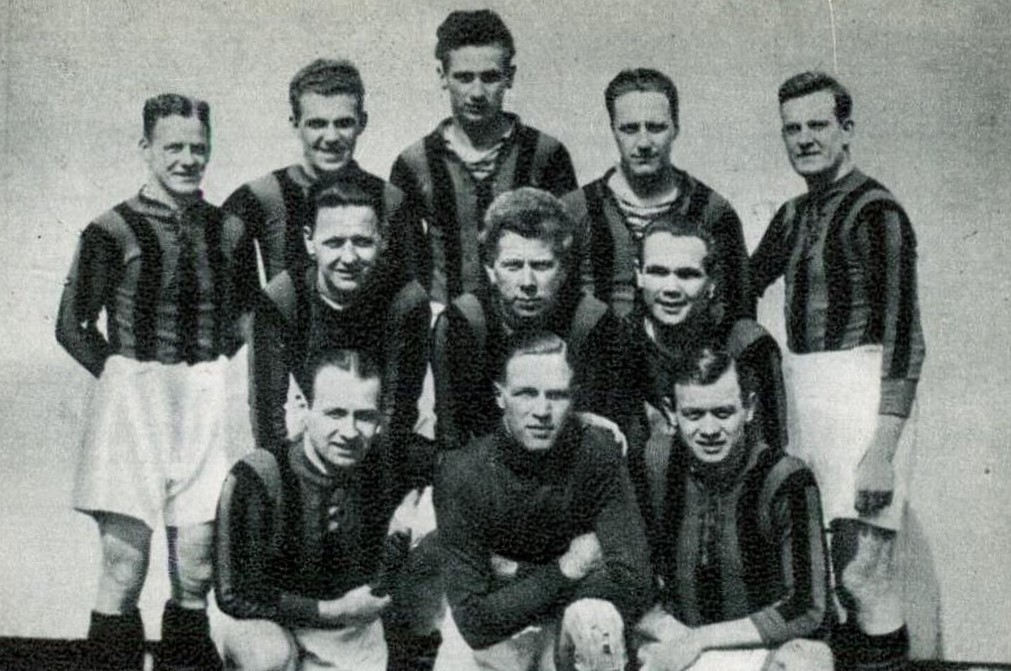
Guldlaget 1930/1931: Övre raden från vänster: Ragnar Gustafsson, Rune Wenzel, John Nilsson, Allan Mattiasson, Alf Hjelm. Mellersta raden: Gustaf Gustafsson, Nils Andreasson, Helge Liljebjörn. Nedre raden: Herbert Lundgren, Olle Bengtsson, Gunnar Zacharoff.

Under vårsäsongen förlorade Gais sammanlagt bara en match, mot IFK Göteborg, och vann serien hela sex poäng före AIK, med en målskillnad på 70–34. "Long-John" Nilsson blev allsvensk skyttekung med hela 26 mål på 22 matcher. Tre gaisare hade nu tilldelats tre allsvenska guldmedaljer: Herbert Lundgren, Gustaf Gustafsson och Rune Wenzel. Gais publiksnitt sjönk dock från 9 095 säsongen 1929/1930 till 7 423 denna säsong, något som dock delvis kan tillskrivas otur med vädret.
I Idrottsbladet sammanfattades säsongen så här:
| ” | GAIS har vunnit på sitt jämna spel och på sin jämna lag. Vi har fått ett mästerskapslag som är fullt värdigt titeln. Det skall ha en ärlig handtryckning för det glänsande sätt på vilket de genomfört tävlingen. Denna gratulation är så mycket hjärtligare eftersom spelarna vunnit sin framgång icke med ruffmetoder och inte med tillhjälp av gratispoäng utan med ett rejält och effektivt fotbollspel. Därför hurrar vi för GAIS allesammans...Hipp, hipp, hurra! | „ |
| – | |   |

### Tabell
| Nr | Lag                 | S  | V  | O | F  | GM | IM | MS  | P  |
| -- | ------------------- | -- | -- | - | -- | -- | -- | --- | -- |
| 1  | Gais                | 22 | 16 | 4 | 2  | 70 | 34 | +36 | 36 |
| 2  | AIK                 | 22 | 12 | 6 | 4  | 67 | 41 | +26 | 30 |
| 3  | IFK Göteborg        | 22 | 13 | 4 | 5  | 45 | 31 | +14 | 30 |
| 4  | Hälsingborgs IF     | 22 | 12 | 2 | 8  | 55 | 43 | +12 | 26 |
| 5  | Landskrona BoIS     | 22 | 11 | 1 | 10 | 47 | 49 | −2  | 23 |
| 6  | IFK Malmö           | 22 | 9  | 4 | 9  | 42 | 55 | −13 | 22 |
| 7  | Örgryte IS          | 22 | 8  | 5 | 9  | 45 | 46 | −1  | 21 |
| 8  | IK Sleipner         | 22 | 7  | 3 | 12 | 53 | 54 | −1  | 17 |
| 9  | IFK Eskilstuna (U)  | 22 | 6  | 3 | 13 | 45 | 58 | −13 | 15 |
| 10 | IF Elfsborg         | 22 | 6  | 3 | 13 | 39 | 59 | −20 | 15 |
| 11 | Redbergslids IK (U) | 22 | 5  | 5 | 12 | 35 | 60 | −25 | 15 |
| 12 | Sandvikens IF       | 22 | 6  | 2 | 14 | 39 | 52 | −13 | 14 |

### Seriematcher
| Motståndare     | Hemma | Borta |
| --------------- | ----- | ----- |
| AIK             | 4–4   | 3–2   |
| IFK Göteborg    | 0–2   | 5–0   |
| Hälsingborgs IF | 4–1   | 2–1   |
| Landskrona BoIS | 5–3   | 1–2   |
| IFK Malmö       | 3–3   | 3–2   |
| Örgryte IS      | 2–2   | 2–0   |
| IK Sleipner     | 5–1   | 3–1   |
| IFK Eskilstuna  | 5–2   | 2–1   |
| IF Elfsborg     | 6–0   | 4–1   |
| Redbergslids IK | 2–1   | 1–1   |
| Sandvikens IF   | 3–1   | 5–3   |

### Spelarstatistik

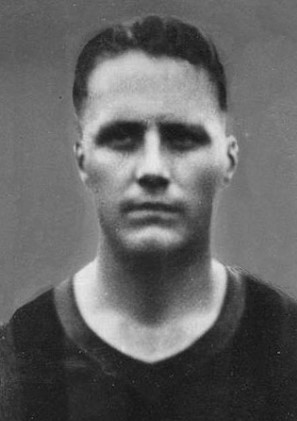
Allan Mattiasson.

| Namn                | Matcher | Mål |
| ------------------- | ------- | --- |
| John Nilsson        | 22      | 26  |
| Allan Mattiasson    | 22      | 17  |
| Rune Wenzel         | 22      | 3   |
| Helge Liljebjörn    | 22      | 1   |
| Olle Bengtsson (mv) | 22      |     |
| Nils Andreasson     | 21      |     |
| Gustaf Gustafsson   | 21      |     |
| Herbert Lundgren    | 21      |     |
| Gunnar Zacharoff    | 19      |     |
| Gunnar Olsson       | 15      | 8   |
| Ragnar Gustafsson   | 13      | 13  |
| Albert Olsson       | 6       |     |
| Carl Johnsson       | 5       |     |
| Alf Hjelm           | 3       | 1   |
| Bertil Thulin       | 2       |     |
| Bror Wahlström      | 2       |     |
| Erik Andersson      | 1       |     |
| Lennart Holländer   | 1       |     |
| Erik Johansson      | 1       |     |
| Harry Johansson     | 1       |     |